# Си Джей Шенье
Си Джей Шенье (англ. C. J. Chenier, настоящее имя Клейтон Джозеф Томпсон; род. 28 сентября 1957 года года, Порт-Артур, Техас, США) — американский музыкант, аккордеонист, саксофонист, вокалист, композитор. Номинант Blues Music Awards в номинации «Блюзовый инструменталист — иной» (1991, 1997, 2002) . Сын «Короля зайдеко» Клифтона Шенье. 

## Биография
Родился в 1957 году в семье известного музыканта Клифтона Шенье. В детстве и подростковом возрасте не увлекался творчеством отца, слушая фанк и джаз: Джеймса Брауна, Funkadelic, Джона Колтрейна и Майлза Дэвиса. В начале 1970-х освоил саксофон и играл в местных группах Порт-Артура, в середине 1970-х поступил в колледж, где изучал музыку. В 1978 году отец пригласил сына играть в своей группе Red Hot Louisiana Band на саксофоне. С 1985 года, когда здоровье Клифтона Шенье ухудшилось, Си Джей Шенье стал играть на аккордеоне. 
С 1987 года, после смерти отца, полностью заместил его в группе, в 1990 году группа выпустила свой первый студийный альбом с новым лидером. С того времени Си Джей Шенье регулярно записывается как в составе группы, так и сольно, и гастролирует по всему миру, выступая на самых престижных фестивалях, таких как New Orleans Jazz & Heritage Festival и Chicago Blues Festival. В 1995 году его альбом Too Much Fun был признан лучшим альбомом зайдеко журналом Living Blues, а в 1997 году получил премию Living Blues' Critics' Poll Award. Трижды номинировался на премию «Блюзовый инструменталист — иной» (в этой категории награждаются инструменталисты, играющие не на традиционных блюзовых инструментах) Blues Music Award.
Журнал Living Blues назвал Си Джей Шенье «лучшим ныне живущим певцом и аккордеонистом зайдеко»
The Boston Globe: «CJ Chenier атакует аккордеон с напряжением и драйвом Джеймса Брауна… создавая современную, турбо-заряженную танцевальную музыку» . 
«CJ отличается проникновенным вокалом и потрясающим мастерским исполнением рока, зайдеко и блюза на аккордеоне» .

## Дискография

### C. J. Chenier & The Red Hot Louisiana Band
- Hot Rod (Slash Records), 1990
- My Baby Don't Wear No Shoes (Arhoolie Records), 1992[4]
- Too Much Fun (Alligator Records), 1995
- The Big Squeeze (Alligator Records), 1996
- Step It Up! (Alligator Records), 2001

### Сольные работы
- I Ain't No Playboy (Slash Records), 1992
- The Desperate Kingdom Of Love (World Village Records), 2006
- Can't Sit Down (World Village Records), 2011

### Концертные альбомы (избранное)
- Live at 2012 New Orleans Jazz & Heritage Festival (Munck Music), 2012 [5]
- Live at 2013 New Orleans Jazz & Heritage Festival (Munck Music), 2013 [6]
- Live at 2014 New Orleans Jazz & Heritage Festival (Munck Music), 2014 [7]
- Live at 2015 New Orleans Jazz & Heritage Festival (Munck Music), 2015 [8]
- Live at 2016 New Orleans Jazz & Heritage Festival (Munck Music), 2016 [9]
- Live at 2017 New Orleans Jazz & Heritage Festival (Munck Music), 2017 [10]
- Live at 2018 New Orleans Jazz & Heritage Festival (Munck Music), 2018 [11]
- Live at 2019 New Orleans Jazz & Heritage Festival (Munck Music), 2019 [12]